# International Allies Football Club
Maillots
International Allies FC est un club ghanéen de football basé à Tema.

## Palmarès
- Coupe du Ghana
  - Finaliste : 2014